# 3,6-Anhydrogalactose
Das Galactosederivat 3,6-Anhydrogalactose ist eine chirale chemische Verbindung aus der Gruppe der Kohlenhydrate. Sie ist ein Baustein verschiedener aus Algen gewonnenen Polysaccharide (Galactane), die vor allem wegen der Fähigkeit zur Bildung von Gallerten und Gelen industriell wichtig sind.
Zwei diastereomere Formen (Epimere) der 3,6-Anhydrogalactose wurden als Bausteine von Rotalgen identifiziert: D-3,6-Anhydrogalactose und L-3,6-Anhydrogalactose.
3,6-Anhydro-L-galactose. L bezieht sich auf die Konfiguration des C(2)-Atoms.

## Geschichte
Bei der Hydrolyse von Agar wurde das L-Isomere entdeckt.
Analoge Behandlung des Schleims von Chondrus crispus und anderer Algen, wie Dilsea edulis führte zum D-Isomer.

## Weitere Vorkommen
Rotalgen (Rhodophyta, Rhodophyceae), aus denen auch Agar mit Agarose und Agaropektin hergestellt wird, enthalten in ihren Polysacchariden den Baustein 3,6-Anhydrogalactose in Form des Pyranosids. Untersucht wurden z. B. Vertreter der Gattungen
Gelidium, Gracilaria, Acanthopeltis, Ceramium, Pterocladia und Porphyra. Ein wichtiges Vorkommen ist auch Carrageen. Im Furcellaran liegt die D-Form der Anhydrogalactose vor.

## Gewinnung und Darstellung
3,6-Anhydrogalactose kann durch Hydrolyse von Polysacchariden gewonnen werden, die diesen Baustein enthalten. Die Hydrolyse wird durch Säuren katalysiert. Ein Durchbruch wurde durch die Verwendung von Enzymen erzielt.
So lässt sich aus Agarose mit Agarasen 3,6-Anhydro-L-galactose herstellen.

3,6-Anhydrogalactopyranose

## Eigenschaften
Das Molekül 3,6-Anhydrogalactose weist vier Chiralitätszentren auf. Anstelle der in diesem Fall umständlichen R/S-Nomenklatur – z. B. (2R)-2-[(2S,3S,4R)-3,4-dihydroxyoxolan-2-yl]-2-hydroxyacetaldehyd – wird für die Verbindung die D/L-Nomenklatur nach Emil Fischer (Fischer-Projektion) verwendet.
Wie oben erwähnt, kommen in der Natur sowohl D- als auch L-
Diastereomere vor.
In den Polysacchariden liegen die Bausteine jedoch in der Pyranose-Form vor, also als 3,6-Anhydrogalactopyranose.
In wässriger Lösung besteht ein Gleichgewicht zwischen der in der Infobox gezeigten Aldehydform, und bicyclischen Pyranosen und Furanosen.